# Anne Menden
Anne Menden (Troisdorf, 5 oktober 1985) is een Duitse actrice en zangeres.
Menden nam in 1998 op dertienjarige leeftijd haar eerste cd met volksmuziek op. Een jaar later presenteerde ze de trailer van het kinderprogramma Toggo van Super RTL en speelde ze een rol in Rigoletto bij het Kölner Opernhaus. In 2001 maakte Menden haar eerste Engelstalige cd Avendra. Na het afronden van haar middelbare school werd ze aangenomen op de Theateracademie van Keulen. Ze was op dat moment de jongste studente daar. Sinds december 2004 speelt ze Emily Höfer in de soapserie Gute Zeiten, schlechte Zeiten van RTL.
In 2006 speelde Menden in de videoclip van het nummer Sonnenschein van Rapsoul.

## Filmografie

### Televisie
- sinds 2004: Gute Zeiten, schlechte Zeiten
- 2011: Doctor’s Diary
- 2012: Alarm für Cobra 11 – Die Autobahnpolizei

### Muziekvideo's
- 2006: Sonnenschein – Rapsoul
- 2012: Engel – SEBEL

- Gemeinsame Normdatei: 1169257151
- Virtual International Authority File: 3570154015352609310006
- WorldCat: E39PBJymvB7dRHGymkYykKYgKd